# František Řehák
František Řehák (4. října 1923 Nový Bydžov – 28. června 2017 Olomouc) byl český divadelní a filmový herec, konferenciér a režisér. Ztvárnil stovky rolí v divadle, filmu i televizi.

## Život
František Řehák byl již od dětství veden k amatérskému divadlu – jeho matka byla vášnivá ochotnice a otec, kadeřník, dělal v divadle maskéra a vlásenkáře. Poprvé se v divadle uplatnil ve třech letech v malé roli v Langrově Periférii; spolu se sourozenci dělal statistu v Našich furiantech a také účinkoval v operetě Na Svatém Kopečku V. A. Viplera.
Po ukončení základní školy nastoupil do otcovy firmy, aby se vyučil kadeřníkem a vlásenkářem. Byl aktivním členem Sokola když byl Sokol v protektorátě zakázán, ještě více se soustředil na ochotnické divadlo. V roce 1941 se s Divadelní jednotou Jirásek Nový Bydžov zúčastnil celostátní přehlídky Jiráskův Hronov a vystoupil v roli Rezavého Mendlíka ve Štěpánkově hře Nezbedný bakalář. Ve stejném roce byli vybraní herci několika ochotnických divadel (Chlumec nad Cidlinou, Mladá Boleslav, Nový Bydžov, Nymburk...) obsazeni do Klicperovy hry Lhář a jeho rod pro přehlídku Klicperův Chlumec. Na přehlídce byla vypsána soutěž o nejlepší herecký výkon. Cenu získal František Řehák za ztvárnění postavy Prokopa a odnesl si nejen bustu Eduarda Vojana, ale také definitivní rozhodnutí, že se v životě bude věnovat právě divadlu.
Po druhé světové válce nastoupil do Středočeského divadla v Mladé Boleslavi (1945). Vytvořil zde např. roli Hortensia (Zkrocení zlé ženy, 1946) či Nadporučíka Lukáše (Dobrý voják Švejk, 1946). Po dvouleté základní vojenské službě (1946–1948) získal v roce 1948 stálé angažmá v Městském divadle v Olomouci. Jeho první rolí byl Josef Václav Frič v inscenaci hry Miloše Václava Kratochvíla České jaro. V roce 1951 přijal angažmá v Divadle pracujících v Gottwaldově (dnešní Zlín), ale roku 1959 se natrvalo vrátil do Olomouce, do tehdejšího Divadla Oldřicha Stibora. Zlomová pro něho byla role Smrťáka v inscenaci Topolovy hry Konec masopustu (1963), protože se setkal s režisérem Otomarem Krejčou a posléze získal angažmá v pražském Divadle za branou (Drban, Maškary z Ostende – Kočka na kolejích, 1965; Ferapont, Čebutykin, Tři sestry, 1966; Kuna, Otec, Ptáčník – Slavík k večeři, 1967). V olomouckém divadle ztvárnil více než 150 rolí, mj. v inscenacích Zdravý nemocný (1963), Smrt obchodního cestujícího (1964), Půlnoční vítr (1970), Večer tříkrálový (1977), Hamlet (1979), Maryša (1982), Král Lear (1985), Jindřich IV. (1986). Jeho poslední rolí ve stálém olomouckém angažmá byl soudce Auborn v inscenaci Smrt v zahradě Girardinů (1988). V témže roce odešel František Řehák do důchodu. Naposledy se na olomouckém jevišti představil v roce 1997 jako Dubský v inscenaci Naši furianti. V roce 2000 byl uveden mezi emeritní členy Moravského divadla Olomouc.
V letech 1990–1991 hostoval František Řehák v Divadle na Vinohradech v roli Horáce Vandergeldera ve Wilderově hře Dohazovačka (režie Jaroslav Dudek, 1990).
Ve filmu debutoval v Rozmarném létě režiséra Jiřího Menzela, ve kterém ztvárnil postavu abbého. Od té doby hrál ve filmu celkem pravidelně, zahrál si celou řadu rolí a roliček nejen ve filmech Jiřího Menzela. Podle Československé filmové databáze vystupoval celkem ve 104 filmech, 21 televizních seriálech, dvou dokumentárních filmech a čtyřech televizních pořadech. Web města Olomouce udává, že za celý život nastudoval 283 divadelních, 52 filmových a 78 televizních rolí. Celkem vystoupil v 78 různých televizních pořadech. Celkem ztvárnil 491 postav v 5935 představeních. Dvakrát vystoupil také v Národním divadle v Praze.
V Moravském divadle Olomouc režíroval dvě Klicperovy aktovky – Rohovín Čtverrohý a Veselohra na mostě, v olomouckém Divadle hudby režíroval Smočkovu hru Piknik, Landovského hru Hodinový hoteliér a Dostojevského Bílé noci.
František Řehák byl dlouho členem komunistické strany, ale po projevech nesouhlasu s invazí vojsk Varšavské smlouvy v roce 1968 byl v období normalizace z KSČ vyloučen a protože odmítl podepsat Antichartu, nesměl do roku 1982 vystupovat v televizi.
Měl chalupu v Libině. Hrob má ve Zlíně-Malenovicích.
Obdržel Cenu města Olomouce za rok 1998 v oblasti dramatické umění.

## Filmografie

### Film
- 1958 Vynález zkázy
- 1967 Rozmarné léto (postava: Abbé)
- 1969 Skřivánci na niti (postava: Drobeček)
- 1970 Nevěsta
- 1976 Na samotě u lesa (postava: zedník Lorenc)
- 1980 Postřižiny (postava: Vejvoda)
- 1983 Slavnosti sněženek
- 1984 Prodavač humoru (postava: Binko, generální ředitel)
- 1985 Jako jed
- 1985 Skalpel, prosím
- 1986 Antonyho šance (postava: strýc)
- 1989 Vážení přátelé, ano
- 1989 Člověk proti zkáze (postava: Josef Čapek)
- 1989 Konec starých časů
- 1998 Císař a tambor (postava: hostinský)
- 2003 O Ječmínkovi (postava: Vařéka)
- 2004 Vaterland – lovecký deník (postava: Jan Willmer)
- 2009 Láska rohatá

### Televize
- 1967 Soud pana Havleny (TV film) (postava: hostinský)
- 1969 Paiáns (TV film) (postava: číšník)
- 1986 Tichá domácnost (TV komedie) (postava: hostinský Fanda)

### Televizní seriály
- 1983 Lekár umierajúceho času (postava: Vavřinec Benedikt z Nudožer)
- 1986 Gottwald (postava: Jan Masaryk)
- 1988 Druhý dech
- 1992 Přítelkyně z domu smutku (postava: kněz)
- 1999 Hotel Herbich